# Xylota aeneimaculata
Xylota aeneimaculata är en tvåvingeart som beskrevs av Meijere 1908. Xylota aeneimaculata ingår i släktet vedblomflugor, och familjen blomflugor. Inga underarter finns listade i Catalogue of Life.